# Basenji
Basenji este o rasă de câini de vânătoare care a fost definitivată în Anglia, dar primele exemplare au fost colectate din arealul natural, plasat în Africa Centrală. Majoritatea cluburilor canine din zona de influență anglo-saxonă plasează rasa în grupa Hound (Sighthound). FCI (Federația Chinologică Internațională) încadrează câinii Basenji în Grupa 5 (Câini de tip Spitz și Primitivi).

## Istoric rasă

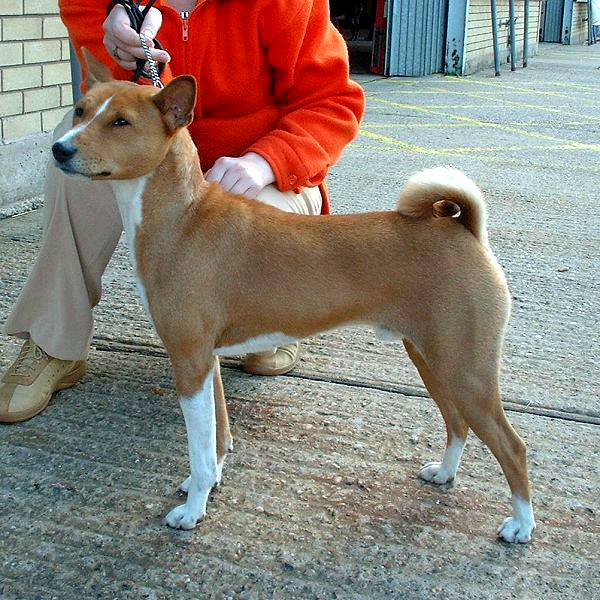
Un Basenji roșu.

Leagănul rasei a fost identificat în zona dens împădurită ce bordează cursul fluviului Congo. Denumiri alternative: „Câine de Congo” sau „Câine de Zair”. Există o teorie care susține că rasa Basenji descinde din vechii câini sălbatici denumiți Pariah (sau Câini Pi), animale care mai rezistă și astăzi în unele zone sălbatice din India și China. Basoreliefuri foarte vechi din complexele funerare dedicate marilor faraoni egipteni redau silueta unor câini foarte asemănători culcați la picioarele stăpânilor, privind direct spre ei, sau surprinși la vânătoarea de animale, însoțind carele trase de cai. Declinul civilizației de pe Nil a făcut ca acești câini să fie tot mai rar întâlniți în nord-estul Africii, dar ei au continuat să prolifereze în zona de origine, jungla deasă din centrul continentului. Rasa a fost observată pentru prima oară de europeni în jurul anului 1895. Sursa numelui este în dialectul bantu denumit "limba Lingala", folosit de triburile Azande și Mangbetu, dominante în nord-estul bazinului fluviului Congo. Localnicii îl mai numeau și „câinele sălbaticilor”, ori „câine de tufișuri”. Și în swahili, numele câinelui sună foarte asemănător. Basenji a dovedit dintotdeauna abilități foarte bune la vânătoarea ratonilor și a altor rozătoare, prin desișurile dense ale pădurilor tropicale. În 1943 AKC a adoptat în mod oficial rasa de câini Basenji. Stocul oficial de reproducere al Clubului Basenji din SUA a fost completat în anul 2010 cu circa 40 de exemplare native, colectate din zona Basankusu, situată în Republica Democratică Congo.

## Descriere fizică

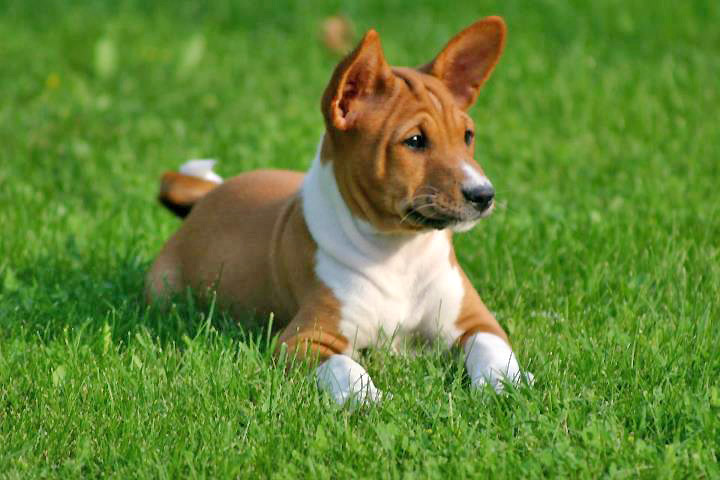
Un pui de Basenji.

Este un câine de talie medie, bine clădit, suplu, cu aspect elegant. Este foarte sprinten și surprinzător de puternic pentru talia sa. Silueta păstrează proporții egale în lungime și înălțime, așa numita „rasă pătrată”. Are craniul turtit, botul de formă conică, un pic mai scurt decât craniul și cu nasul negru. Ochii sunt mici, migdalați, în nuanțe diverse de căprui și au o expresie concentrată când câinele este atent, dând impresia că acesta se uită cruciș. Urechile sunt de mărime medie, triunghiulare și ridicate, formând totodată pe frunte niște cute care îi imprimă o expresie vag îngrijorată. Coada mică este purtată încolăcită pe spate, dar câinele o desfășoară când aleargă, ca să-și controleze echilibrul. Basenji este foarte rapid. Blana este fină, scurtă, dispusă pe un singur strat.

## Personalitate
Inteligent, vioi, alert, curios, independent și încăpățânat. Este precaut și rezervat cu străinii și tinde să fie protectiv cu familia sa, fără a-și arăta prea des afecțiunea. Nu este indicat pentru viața în comun cu alte animale de casă, exceptând câinii, în compania cărora se comportă bine. Va vâna neobosit pisicile și alte animale de dimensiuni mici și medii pe care le observă. Nu sunt parteneri de joacă indicați pentru copii, nu suportă tachinările. Basenji nu latră, dar scoate niște sunete asemănătoare cu un strigăt sau urlet. Nu suportă frigul, preferă climatele mai calde.

## Întreținere

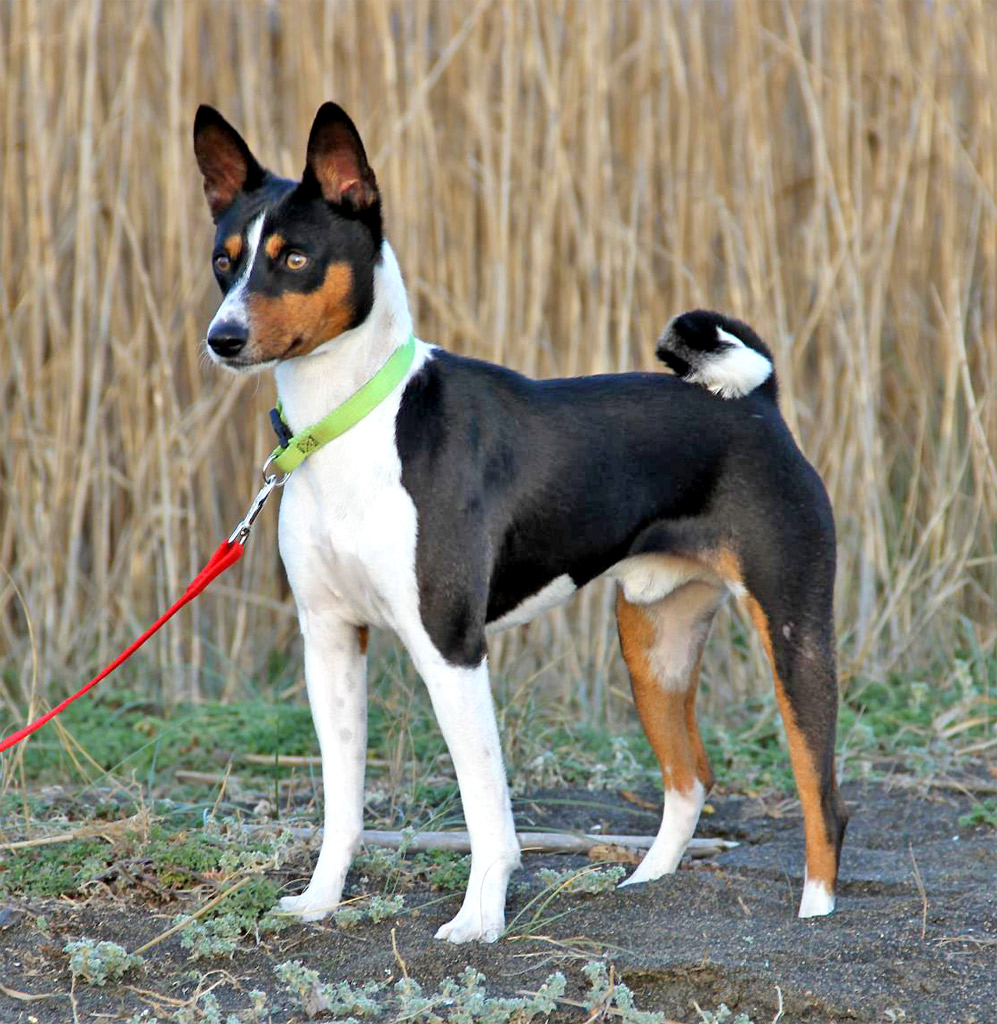
Un Basenji de culoare albă, neagră și maronie.

### Îngrijire și sensibilitate boli
Extrem de atent cu propria sa igienă, Basenji îi întrece chiar și pe cei mai grijulii câini. Mulți îl consideră cel mai curat câine dintre toate rasele canine, asemănându-l în acest sens cu o pisică. Se va spăla pedant și atent și nu va suporta să stea murdar sau contaminat de tot felul de substanțe. Nu năpârlește prea consistent și va fi de ajuns un periaj săptămânal. Boli specifice: atrofia retiniană progresivă, sindromul Fanconi, complicații urologice, hipotiroidism, boli ale sistemului intestinal, anemia hemolitică.

### Condiții de viață
Se poate adapta destul de bine la viața într-un apartament cu condiția să fie scos zilnic la plimbare pentru că are un nivel de activitate moderat. Preferă viața în aer liber – dacă vremea nu este rece, evadează foarte ușor dintr-un spațiu limitat dacă nu și-a consumat energia. Se poate cățăra cu uimitoare agilitate și sare foarte sus.

### Dresaj
Dresajul acestor câini deosebiți este dificil, deoarece se dovedesc foarte încăpățânați și independenți. Basenji este un câine foarte inteligent dar preferă să își folosească această calitate pentru a pune în aplicare propriile sale planuri și nu cerințele instructorului. Se pretează la un dresaj maleabil și ingenios, efectuat cu multă răbdare.

## Utilitate
Destul de alert pentru rolul de câine de pază, vocalizările sunt însă specifice. Un bun companion pentru persoane active, care îndrăgesc sportul. Are instincte bune ca vânător.

## Caracteristici
- Înălțime: 38–41 cm
- Greutate: 10–12 kg
- Durata de viață: 12–14 ani